# 프리드리히 니체의 도서관

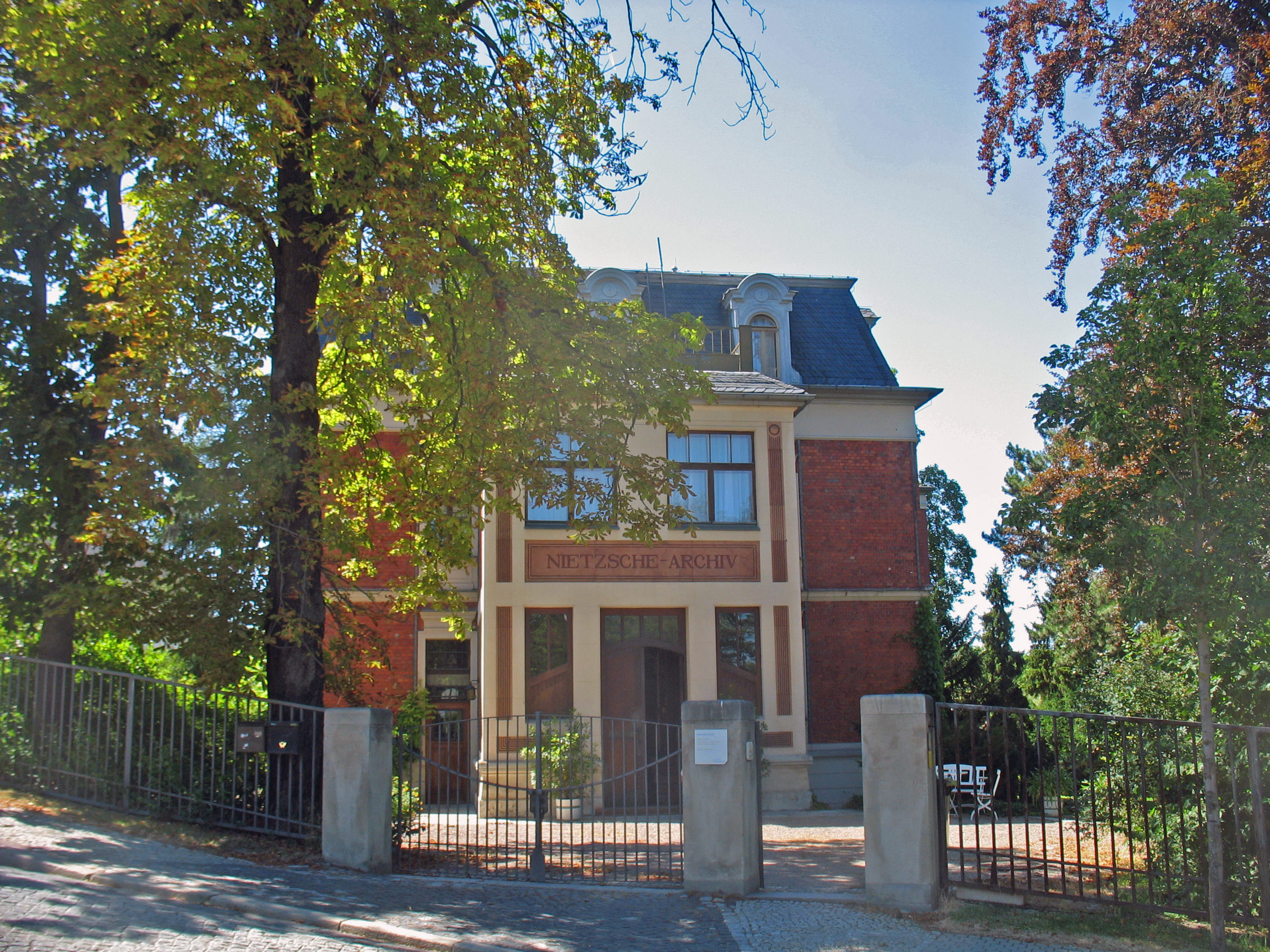
독일 바이마르의 니체 아카이브.

독일 철학자 프리드리히 니체는 방대한 개인 도서관을 소유했는데, 사후에도 보존돼왔다. 오늘날 이 도서관은 약 1,100권의 책을 소장하고 있으며, 그중 약 170권에는 니체가 직접 주석을 달았는데, 그중 상당수가 상당한 분량이다. 그러나 그가 읽은 책의 절반도 그의 도서관에서 찾을 수 없다.

## 그리스인, 헤겔, 스피노자
문헌학의 학생이자 교수였던 니체는 그리스 철학자들에 대한 깊은 지식을 갖고 있었다. 현대 철학자들 중에서는 칸트, 밀, 쇼펜하우어를 읽었는데, 이들은 그의 철학에서 주요 비판대상이 됐다. 그는 또한 20세에 헤겔을 읽었다고 언급한다. 말년에 그는 스피노자를 읽었는데, 그는 특히 자유의지, 목적론에 대한 스피노자의 비판과 감정, 기쁨, 슬픔의 역할에 대한 스피노자의 사상으로 인해 스피노자를 자신의 "선구자"라고 불렀다. 그러나 니체는 스피노자의 코나투스 이론에 반대하여 이를 "권력의지"(Wille zur Macht)로 대체했고, 스피노자의 공식 "Deus sive Natura"(신 혹은 자연)를 "Chaos sive Natura"(혼돈 혹은 자연)으로 대체했다.

## 쇼펜하우어와 마인랜더
필립 마인랜더의 구원의 철학은 아직도 도서관에서 찾을 수 있다. 니체는 쇼펜하우어와 헤어지는 동안 쇼펜하우어의 형이상학에 대한 비판이 많은 부분을 차지하는 이 작품을 읽었다. 니체는 이 철학자에 대한 관심을 유지했다. 그의 책 중에는 10년 후에 출판된 Max Seiling이 쓴 마인랜더, 새로운 메시아가 있다.

## 프랑스 이론가와 소설가
니체는 몽테뉴와 라로슈푸코, 라브뤼예르, 보브나르그와 같은 17세기 프랑스 도덕가들을 존경했으며, 1869년 누이에게서 이들의 책을 받았다. 그는 또한 파스칼, 볼테르, 그리고 무엇보다도 스탕달을 존경했다. 그는 또한 에두아르트 폰 하르트만의 "무의식의 철학"을 읽었고 그의 몇몇 작품에서 그것을 언급했다. 니체는 1883년에 폴 부르제의 현대 심리학 에세이를 읽었고, 거기서 프랑스어 용어인 데카당스를 차용했다. 부르제는 사회에 대한 유기체적 개념을 갖고 있었다. 니체는 이미 루돌프 피르호의 Die Cellularpathologie(1858)와  Alfred Espinas의 Des sociétés Animales(1887; Die thierischen Gesellschaften, Braunschweig, 1879)에서 유기체적 이론을 접했다. 니체의 1888년 노트에는 Victor Brochard의 Les Sceptiques grecs(1887), "퇴화" 문제에 대해 우려하던 Charles Féré, 그리고 니체에게 "pia fraus, 즉 종교의 경건한 거짓말의 고전적 사례"가 된 루이 자콜리오의 Les Lois de Manou에 대한 언급도 포함돼있다. 니체는 자신의 노트에 페레의 여러 구절을 베껴 썼는데, 나중에 엘리자베스 푀르스터-니체와 페터 가스트가 출판한 권력에의 의지에 인용 부호없이 포함됐다. 마지막으로 볼프강 뮐러-라우터는 니체가 또한 배아학자 빌헬름 루를 읽었다는 것을 보여주었다. 1888년 2월 26일자 페터 가스트에게 보낸 편지에서 니체는 샤를 보들레르의 사후 작품(1887년 출판)을 읽었다고 언급한다.

## 다윈주의
니체는 또한 다윈의 점진주의를 비판한 프리드리히 알베르트 랑게의 Geschichte des Materialismus(1865)를 일찍이 읽음으로써 다윈주의에 익숙해졌다. 랑게는 이 책에서 슈티르너를 언급했는데, 그는 슈티르너를 쇼펜하우어의 입장과 (잘못) 동일시했다. 그는 또한 영원회귀의 이론을 논의한 블랑키의 별에서 온 영원(L'Eternité par les astres)을 언급했다. 랑게 외에도 그는 선악의 저편 시기에서 반다윈주의 식물학자  칼 네겔리의 절대적 기계-생리학 이론(Mechanisch-physiologische Theorie der Abstammungslehre, 1884)을 읽었는데, 이것이 그의 생리학에 대한 주요 자료가 됐다. 니체는 사회진화론, 특히 허버트 스펜서, 존 스튜어트 밀, 다비드 슈트라우스를 표적으로 삼았다. (그는 이들의 작품을 모두 읽고 첫째 반시대적 고찰에 "고백자이자 작가인 다비드 슈트라우스"라는 제목을 붙였다)

## 톨스토이와 성경 중심 작품
그는 또한 톨스토이의 나의 종교(파리, 1885), 아랍 고대에 대한 유대인의 역사가 율리우스 벨하우젠과 그의 Prolegomena zur Geschichte Israels(베를린, 1882), 공쿠르 형제의 일기 첫 권, 독일 연극에 대한 뱅자맹 콩스탕의 사상, 그가 반대했던 에르네스트 르낭의 예수의 생애, 도스토옙스키의 악령들(파리, 1886년-1887년에 읽음)을 읽었다. 율리우스 벨하우젠은 구약 성서 역사와 육경의 구성에 대한 비판적 조사로 유명해졌으며, 육경의 문제점을 시험하는 데 있어 타협하지 않는 과학적 태도를 취함으로써 구식 성경 해석가들과 적대감을 갖게 됐다. 그는 아마도 오경의 기원에 대한 문서가설로 가장 잘 알려지게 됐다. 벨하우젠은 니체가 안티크리스트를 쓰는 데 영향을 미쳤으며, 성경의 내부적 불일치에 대한 성찰에도 영향을 미쳤다.

## 에머슨
니체는 또한 랄프 왈도 에머슨의 찬사자이자 빈번한 독자이기도 했다.